# Dzmitryj Dasjtjynski
Dzmitryj Uladzimiravitj Dasjtjynski (vitryska: Дзмітрый Уладзіміравіч Дашчынскі), född den 9 november 1977 i Minsk, Vitryska SSR, Sovjetunionen, är en vitrysk freestyleåkare.
Han tog OS-brons i herrarnas hopp i samband med de olympiska freestyletävlingarna 1998 i Nagano.
Därefter tog han OS-silver i samma gren i samband med de olympiska freestyletävlingarna 2006 i Turin.